# Węgierska Górka (gmina)
Węgierska Górka – gmina wiejska w województwie śląskim, w powiecie żywieckim. W latach 1975–1998 gmina położona była w województwie bielskim.
Siedziba gminy to Węgierska Górka.
Do gminy należą cztery sołectwa: Węgierska Górka, Cięcina, Cisiec i Żabnica. Według danych z roku 2002 obszar gminy wynosi 77,06 km², co stanowi 8% powierzchni powiatu.
Według danych Urzędu Gminy na koniec listopada 2011 roku liczba mieszkańców w gminie Węgierska Górka wynosi 15 066, w tym w poszczególnych sołectwach: Cisiec – 3 298, Cięcina – 4 385,Węgierska Górka – 4250, Żabnica – 3 133. Gęstość zaludnienia wynosi 195,5 osób/km².

## Geografia
Cięcina Dolna, Węgierska Górka i Cisiec położone są w dolinie rzeki Soły, stanowiącej część południową Kotliny Żywieckiej. Cięcina Górna położona jest w dolinie potoku Cięcinka, a Żabnica w dolinie Żabniczanki. W obszarze gminy znajduje się ośmiokilometrowy odcinek rzeki Soły.
W gminie położone są zbocza Baraniej Góry, Romanki, Lipowskiej, oraz Magura Cięcińska (891 m n.p.m.), Abrahamów (857 m n.p.m.) i Prusów (1010 m n.p.m.).

## Struktura powierzchni
Według danych z roku 2002 gmina Węgierska Górka ma obszar 77,06 km², w tym:
- użytki rolne: 40%
- użytki leśne: 50%

55% obszaru gminy mieści się w granicach Żywieckiego Parku Krajobrazowego.
Gmina stanowi 7,41% powierzchni powiatu.

## Demografia

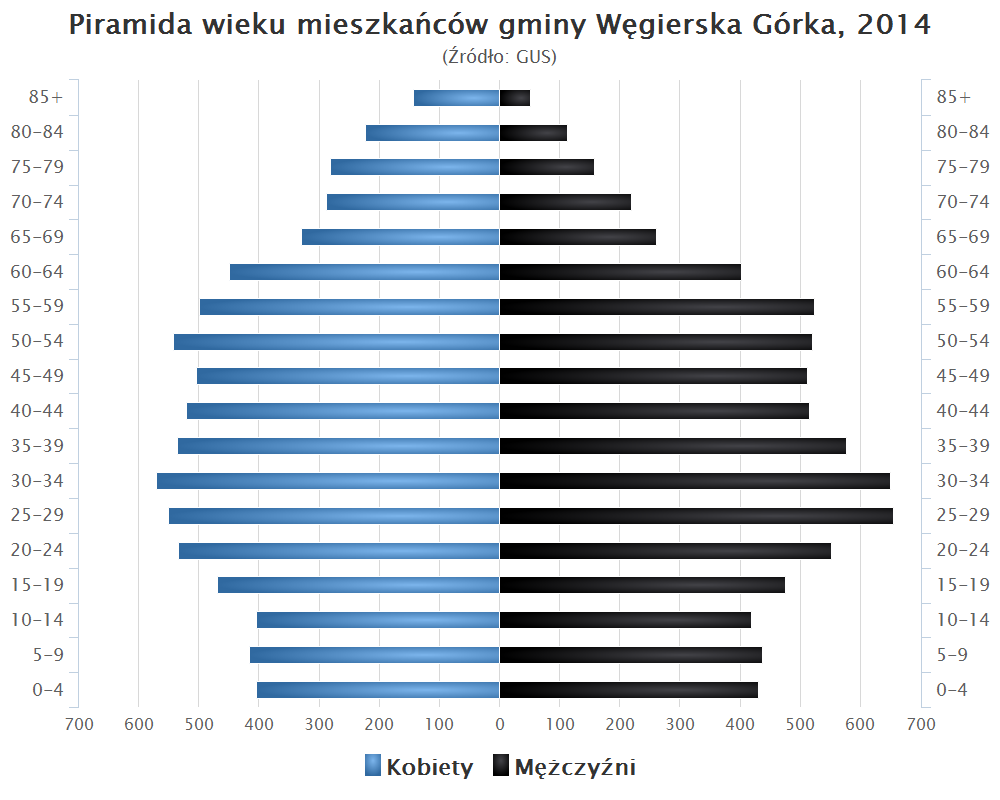
Piramida wieku mieszkańców gminy Węgierska Górka w 2014 roku

Dane z 30 czerwca 2004:
| Opis                              | Ogółem | Ogółem | Kobiety | Kobiety | Mężczyźni | Mężczyźni |
| --------------------------------- | ------ | ------ | ------- | ------- | --------- | --------- |
| jednostka                         | osób   | %      | osób    | %       | osób      | %         |
| populacja                         | 14 606 | 100    | 7369    | 50,5    | 7237      | 49,5      |
| gęstość zaludnienia (mieszk./km²) | 189,5  | 189,5  | 95,6    | 95,6    | 93,9      | 93,9      |

## Sołectwa
Cięcina, Cisiec, Węgierska Górka, Żabnica.

## Sąsiednie gminy
Jeleśnia, Milówka, Radziechowy-Wieprz, Ujsoły